# شلوار خشتک‌باز
شلوار خشتک باز گونه‌ای شلوار است که توسط کودکان نوپا در کشور چین استفاده می‌شود. این شلوار که سراسرِ خشتکش باز است معمولاً از پارچهٔ ضخیم تولید می‌شود. شلوار خشتک باز، طوری طراحی شده است که کودک به راحتی چمباتمه می‌زند و بدون درآوردنِ شلوار، ادرار یا مدفوع می‌کند.